# Số đỏ (phim truyền hình)
Số đỏ là một bộ phim của nền điện ảnh Việt Nam, được chuyển thể từ nguyên tác Số đỏ — một tiểu thuyết trào phúng rất nổi tiếng đặc trưng cho phong cách hiện thực phê phán của nhà văn Vũ Trọng Phụng.

## Nội dung
Xuân tóc đỏ là một đứa trẻ mồ côi, lang thang đầu đường xó chợ. Sau khi được bà Phó Đoan – một mụ me Tây dâm đãng – nâng đỡ, Xuân làm nhân viên phụ cho cửa hàng Âu Hoá chuyên cắt may quần áo cho vợ chồng Văn Minh. Nhờ tài ăn nói, Xuân dần gia nhập vào giới thượng lưu, mở rộng quan hệ với những người có quyền thế. Hắn vô tình gây ra cái chết của cụ cố tổ, nhưng lại được cả gia đình biết ơn. Vợ chồng Văn Minh ngày càng yêu quý Xuân và còn định gả cô Tuyết cho vì cô Tuyết vốn cũng là người hư hỏng. Sau đó, Xuân đăng kí tham gia giải quần vợt nhân dịp vua Xiêm sang Bắc Kinh. Bằng thủ đoạn của mình, Xuân trở thành người duy nhất đấu với quán quân của nước Xiêm và cố tình thua vì giữ mối quan hệ giao hảo giữa hai nước. Xuân được coi là "anh hùng cứu quốc", là nhân vật uy tín trong xã hội và cuối cùng lấy cô Tuyết.

## Diễn viên
- Quốc Trọng... Xuân tóc đỏ
- Thanh Trầm... bà phó Đoan
- Lộng Chương... cụ cố tổ
- Phạm Bằng... ông cố Hồng
- Hoàng Yến... bà cố Hồng
- Ngọc Quang... Văn Minh
- Như Quỳnh... vợ Văn Minh
- Bảo Ngọc... Tuyết
- Nam Cường... Phán mọc sừng
- Quỳnh Hoa... Hoàng Hôn
- Trần Tiến... TYPN
- Quế Hằng... vợ TYPN
- Trịnh Thịnh... thầy Min Đơ
- Trịnh Mai... thầy Min Toa
- Trần Kỳ... sư Tăng Phú
- Nguyễn Tuấn... cậu Phước (em chã)
- Quang Sơn... cậu tú Tân
- Quốc Hùng... nhà báo
- Nhật Đức... Đốc tờ Trực Ngôn
- Lân Bích... Joseph Thiết
- Trần Hiếu... Victor Ban
- Hoàng Nhuận Cầm... nhà thơ vườn
- Đào Phong... hôn phu của Tuyết
- Tuấn Sửu... lang Tì
- Sĩ Cát... lang Phế
- Hà Văn Cầu... thầy số
- Mạnh Sinh... chú Xuân

## Hậu trường
Vào đầu những năm 90, bộ phim này từng bị cấm phát hành do có quá nhiều cảnh phòng the mà giới thẩm quyền đánh giá là hở hang.
Năm 2005, một hãng phim ở thành phố Hồ Chí Minh đã từng dự định làm lại toàn phần bộ phim này do cốt truyện và tình tiết quá hấp dẫn, lại có nhiều đặc điểm khá sát với hiện thực đời sống ngày nay, trong một bối cảnh tuy đã thoáng hơn trước.

### Lời thoại thú vị
- Chao ôi, thật là một cuộc đắc thắng của sự nghiệp Âu hóa ! (lời Văn Minh chồng)
- Kể từ nay về sau, anh đã dự phần vào cuộc cải cách xã hội. Cái xã hội này văn minh hay là dã man là do anh... (lời ông TYPN)
- Biết rồi, khổ lắm, nói mãi ! (lời cụ cố Hồng)
- Thưa ngài, ngài là một người chồng mọc sừng ! (lời Xuân tóc đỏ)
- Thưa các bạn trai, thưa các bạn gái... (lời Xuân tóc đỏ)
- Rõ ê trệ chửa ? (lời bà phó Đoan)
- Hỡi quần chúng, mi chẳng hiểu gì mi oán trách ta, mặc lòng ta vẫn yêu thương và hết lòng vì ngươi ! (lời Xuân tóc đỏ)